# Rafael Garcia Aroca
Rafael Garcia Aroca (nascut en 1882 - ?) fou un empresari i polític català. Treballava com a comerciant sabater i assolí certa rellevància l'any 1923, quan fou membre de la Junta Consultiva de la Unió Gremial i vocal de la Junta Municipal del Partit Liberal, amb el que fou elegit regidor a l'ajuntament de Barcelona a les eleccions municipals de 1923. El 1930 fou elegit cap de la junta del Partit pel Districte 4.
El 1933 fou fundador amb Luys Santa Marina de la Unión Social Hispánica, un dels partits de caràcter protofeixista fundats a Barcelona, de la que en fou secretari, i oïdor de comptes del Foment de la Sabateria. Durant la guerra civil espanyola formà part de la cinquena columna, raó per la qual el 2 de març de 1937 fou condemnat pel Tribunal Popular a una multa de 2.000 pessetes, i l'agost de 1938 fou detingut novament pel Tribunal d'Espionatge i Alta Traïció en una operació en la qual s'intervingué material destinat a l'especulació i obres d'art de gran valor. L'agost de 1939 formà part de la comissió gestora del Servicio Sindical del Fomento de la Zapatería.